# Sardea
Sardeaua (Sardina pilchardus) este un pește marin, pelagic, mic de 8-27 cm, din familia Clupeidae, răspândit de-a lungul țărmurilor europene ale Oceanului Atlantic, în Marea Mediterană, de unde migrează într-un număr mic de exemplare și în Marea Neagră. Are corpul alungit, gros, rotunjit, acoperit cu solzi mari caduci. Abdomenul comprimat lateral. Capul este alungit, cu gura mică, oblică. Pe opercul sunt striuri radiare galbene. Înotătoarea anală este alungită, cu marginea concavă și deplasată către înotătoarea caudală. Înotătoarea caudală este adânc bifurcată. Spatele este albăstrui închis sau verde închis cu luciri metalice; abdomenul și laturile alb-argintii. Operculul cu nuanță aurie, având și o pată aurie. Depune icre pelagice în lunile iunie-august. Se hrănește în principal cu crustacee planctonice, mai rar cu organisme mai mari. Este pescuită în tot cursul anului în cantități enorme și este pusă în comerț conservată în sare, în diferite sosuri și mai ales în ulei, în cutii de tinichea.
Pe litoralului românesc al Mării Negre trăiește subspecia Sardina pilchardus sardina. Cantitățile pescuite la noi fiind reduse, sardeaua nu are o mare importanță economică.